# Las Peñas (Guayaquil)

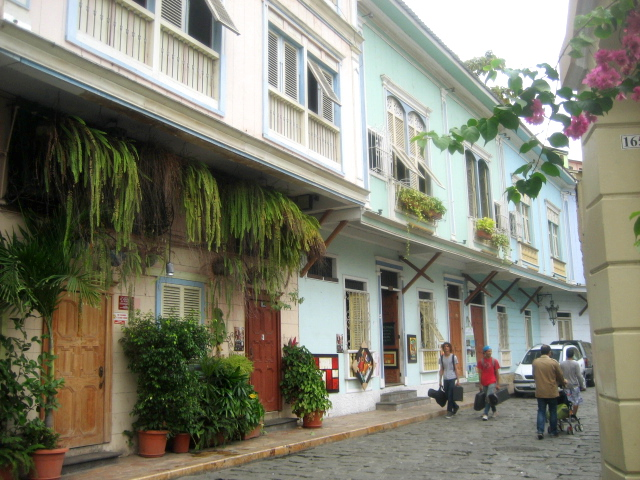
Barrio Las Peñas.

Las Peñas es un barrio emblemático de la ciudad de Guayaquil. Es reconocido por su estilo arquitectónico colonial y por ser el lugar donde nació la ciudad. Se encuentra ubicado en las faldas del Cerro Santa Ana y su nombre se debe justamente a la cantidad de peñascos que poseía el cerro al momento en que los españoles se asentaron allí, en el siglo XVI.
En sus inicios era hogar principalmente de pescadores y artesanos, pero a partir del boom cacaotero de los años 20, el sector fue poco a poco ocupado por hacendados acaudalados, los que construyeron la mayoría de las casas de estilo aristocrático que hoy en día se encuentran en el sitio. 
El barrio es atravesado por la calle Numa Pompilio Llona, bautizada así por el Municipio de la ciudad en 1912. En 1982 fue declarado patrimonio cultural del Ecuador, principalmente por las casas que se ubican en el sector, algunas con más de cien años de antigüedad.
Entre los años 2002 y 2008, el Municipio de la ciudad realizó un proceso de restauración y regeneración en el área. El tradicional Barrio Las Peñas, fue declarado Monumento Histórico de la Ciudad el 24 de julio de 1973. 

## Ilustres habitantes

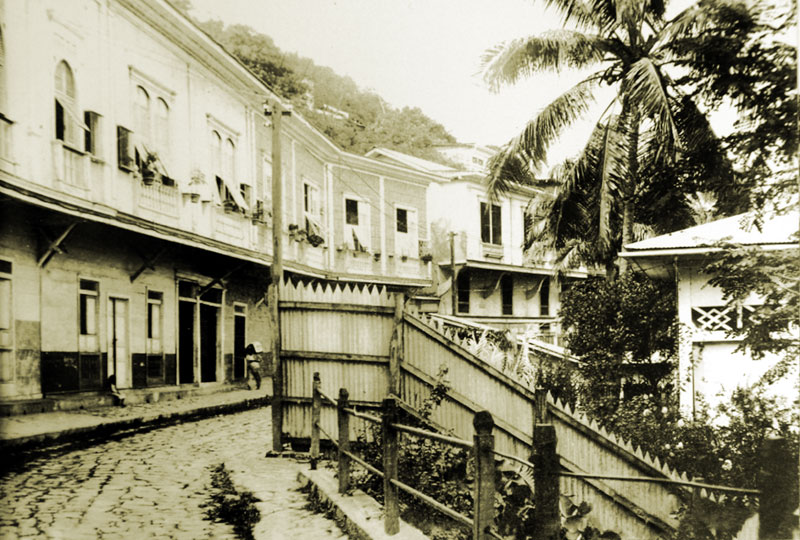
Barrio Las Peñas en el año 1920.

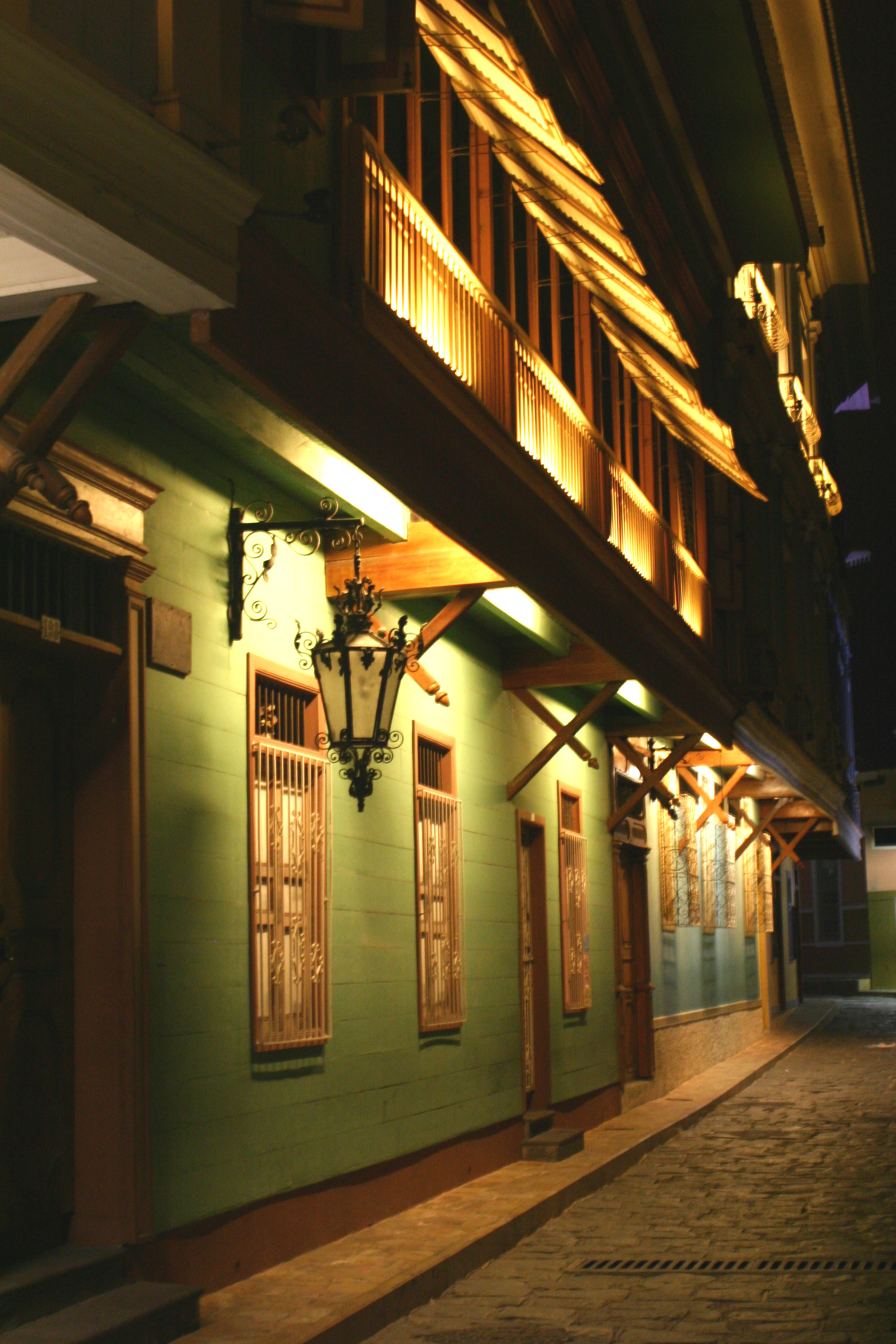
Portales en el barrio Las Peñas.

En el Barrio Las Peñas habitaron, ya sea por mucho tiempo o por fugaces temporadas, personajes ilustres de la historia del país:

### Presidentes
En el sitio habitaron once expresidentes de la República, entre ellos:
- Francisco Robles[3]
- José Luis Tamayo
- Carlos Julio Arosemena Tola
- Alfredo Baquerizo Moreno[6]
- Eloy Alfaro[4]
- Carlos Alberto Arroyo del Río[2]

### Escritores
- Alba Calderón de Gil[2]
- Enrique Gil Gilbert[6]
- Juan Montalvo[7]
- Ernest Hemingway[4][1]
- Numa Pompilio Llona[7]
- Pablo Neruda[7]

### Pintores
- Manuel Rendón Seminario
- Alfredo Espinosa Tamayo

### Otros
- Che Guevara,[4] quien por un período ayudó como pediatra de forma gratuita en el sector.[3]
- Antonio Neumane,[3] compositor del Himno Nacional
- Rita Lecumberri,[2] educadora
- Rafael Pino Roca, historiador
- Frederick Ashton, bailarín y coreógrafo inglés